# Cornus wilsoniana
Cornus wilsoniana är en kornellväxtart som beskrevs av Wangerin. Cornus wilsoniana ingår i släktet korneller, och familjen kornellväxter. Inga underarter finns listade i Catalogue of Life.

## Bildgalleri

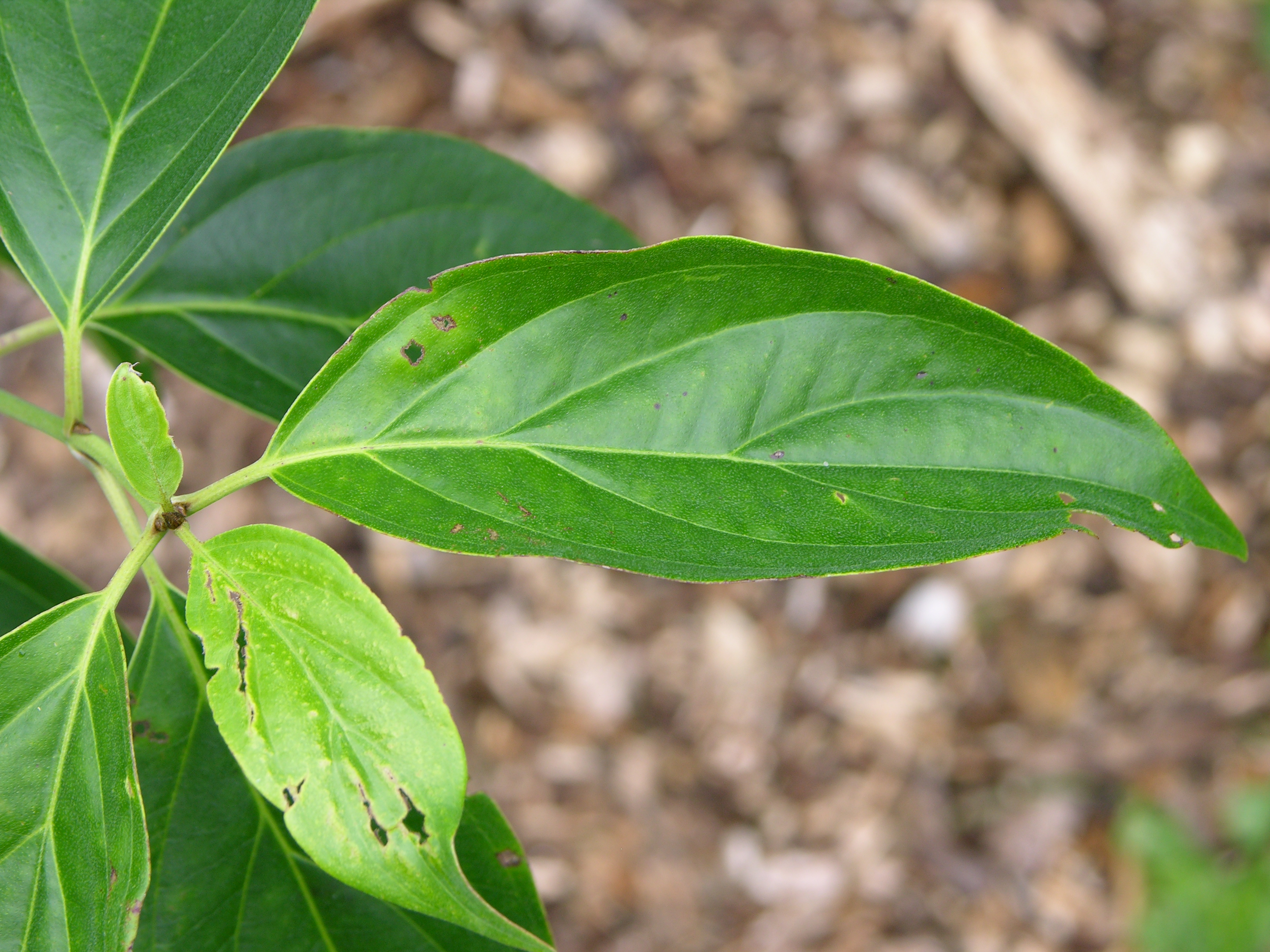
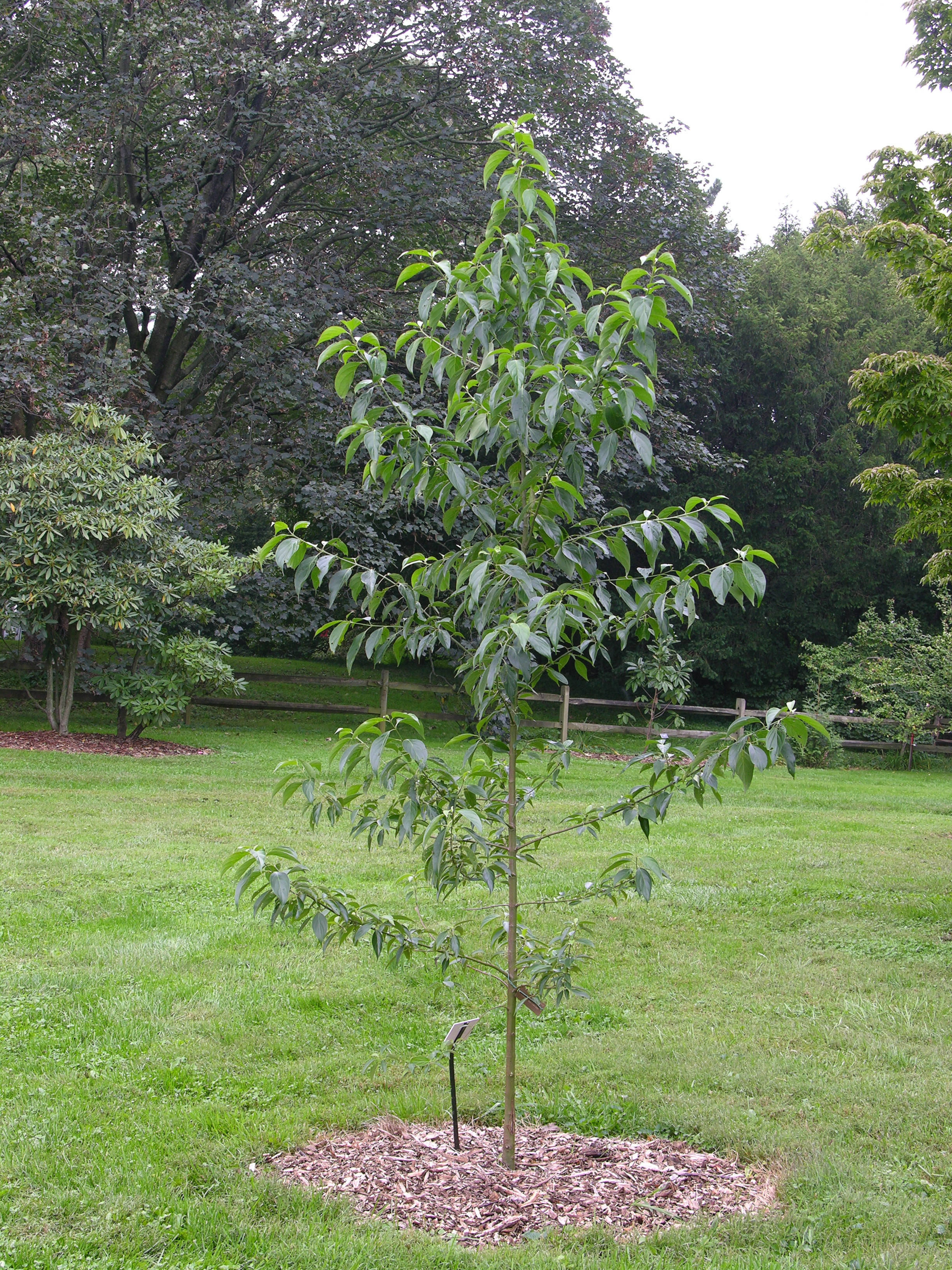